# Gastrochilus saccatus
Gastrochilus saccatus är en orkidéart som beskrevs av Zhan Huo Tsi. Gastrochilus saccatus ingår i släktet Gastrochilus och familjen orkidéer. Inga underarter finns listade i Catalogue of Life.